# (72581) 2001 EE22
(72581) 2001 EE22 – planetoida z pasa głównego asteroid okrążająca Słońce w ciągu 4,21 lat w średniej odległości 2,61 j.a. Odkryta 15 marca 2001 roku.